# Lady Witch
Lady Witch, vlastním jménem Adéla Gajdzicová (* 17. ledna 1990, Třinec) je česká diskžokejka.

## Život
Už od raného dětství měla sklony k hudbě díky tanci a hře na violoncello. V patnácti letech začala navštěvovat menší diskotéky a obdivovat umění tamních Djů. Na konci roku 2006 se seznámila s Dj Dannem, který ji jako první postavil za djský pult. Začala s ním hrát ve Sportbaru v Orlové. Začínala lehkými rytmy Latino housu a Vocal housu. Skrze Danna se seznámila s mladšími Dj's Michael Fresh a Marco Key.
S nimi vystupovala v havířovských klubech jako je Áčko a Stodola. A právě ve Stodole ji objevil booking libimseti.cz. Pod jejich křídly hrála v klubech jako například Duplex – Most, Face to face – Praha, Aréna – Děčín, Jet – Lovosice, Babylon – Liberec, Fabric – Ostrava, Nexo – Teplice, kde bylo její jméno spojováno s hudbou Elektro housu. Velkým přínosem pro ni byla openingová akce Electronic music festival v Rajci. Na přelomu roku 2007/2008 se rozhodla pro sólovou dráhu a začala vystupovat v malém havířovském klubu Bellavue.
Poté dostala nabídku spolupráce od Dj Octobera. Ve městech Turzovka a Žilina si zahrála s Dj's October, Caterpillar, Button, Wanted, T project, Grining, Datel a jinými. Díky nim se stala členkou Patteydl.sk bookingu a mužskou převahu téměř rok doplňovala svým Elektro housem. Poté, co se odtrhla od DJských skupin, realizuje svou činnost pod svou vlastní režií. S přestávkami kvůli mateřským povinnostem se ale nebojí na hudební scénu vracet zpátky ve svém rodném městě a okolí.